# Tadeusz Karwat
Tadeusz Karwat (ur. 17 września 1941 w Skierniewicach, zm. 8 sierpnia 2008 w Warszawie) – inżynier elektryk, doktor nauk technicznych Politechniki Warszawskiej.
Tadeusz Karwat urodził się 17 września 1941 r. w Skierniewicach. W 1961 roku ukończył Technikum w Zespole Szkół nr 1 w Żyrardowie. Studia ukończył na Wydziale Elektrycznym Politechniki Warszawskiej, gdzie następnie rozpoczął pracę naukową uzyskując tytuł doktora nauk technicznych i pracując jako nauczyciel akademicki. Wśród wielu osiągnięć w pracy zawodowej należy wymienić opracowanie kilkudziesięciu publikacji naukowych, autorstwo kilkunastu patentów oraz współautorstwo książek dla studentów.
Był członkiem Stowarzyszenia Elektryków Polskich od 1976 r. W Stowarzyszeniu pełnił m.in. funkcje prezesa zarządu koła, wiceprezesa Oddziału Warszawskiego SEP, przewodniczącego Centralnej Komisji Młodzieży i Studentów SEP oraz przewodniczącego Funduszu Stypendialnego SEP.
Jako wiceprzewodniczący komisji kwalifikacyjnej SEP, Tadeusz Karwat organizował szkolenia i prowadził egzaminy dla osób zajmujących się eksploatacją urządzeń, instalacji i sieci energetycznych; działając w ramach Izby Rzeczoznawców SEP wydał około stu opinii i ekspertyz dla Sądów i innych instytucji.
Szczególnie wiele pracy Tadeusz Karwat poświęcił na rzecz młodzieży w SEP - działał w Centralnej Komisji Młodzieży i Studentów SEP, organizował ogólnopolskie konkursy SEP na prace dyplomowe technika-elektryka i ogólnopolskie konkursy SEP na prace dyplomowe wyższych uczelni.
Za swoją pracę zawodową Tadeusz Karwat otrzymał Złoty Krzyż Zasługi. Za działalność społeczną został wyróżniony złotą odznaką SEP, i medalem im. prof. Stanisława Fryzego.
Pochowany na warszawskim cmentarzu na Wawrzyszewie.